# Nikolsdorf (Königstein)
Nikolsdorf je vesnice bez statusu místní části, součást města Königstein v německé spolkové zemi Sasko. Nachází se v zemském okrese Saské Švýcarsko-Východní Krušné hory.

## Historie
Nikolsdorf byl založen ve středověku jako lesní lánová ves. První písemná zmínka pochází z roku 1379, kdy je ves zmíněna jako Niklasdorf. Název odkazuje na mužské křestní jméno Nikolaus a patrně šlo o jméno lokátora vsi. Nikolsdorf byl do roku 1999 místní částí obce Leupoldishain, po jejím připojení k městu Königstein však ztratil status místní části a náleží k místní části Leupoldishain.

## Geografie
Nikolsdorf leží jihozápadně od města Königstein a východně od Leupoldishainu. Nachází se v pískovcové oblasti Saského Švýcarska na území Chráněné krajinné oblasti Saské Švýcarsko. Vsí protéká potok Leupoldishainer Bach. Jižně navazuje skalní skupina Nikolsdorfské stěny s rozeklanou přírodní památkou Labyrinth.